# Rio Branco (vattendrag i Brasilien, Paraná, lat -24,20, long -51,52)
Rio Branco är ett vattendrag i Brasilien.   Det ligger i delstaten Paraná, i den södra delen av landet, 1 000 km söder om huvudstaden Brasília.
Omgivningarna runt Rio Branco är en mosaik av jordbruksmark och naturlig växtlighet. Runt Rio Branco är det glesbefolkat, med 11 invånare per kvadratkilometer.